# Cecil McMaster
Cecil Charles McMaster (Puerto Elizabeth, 5 de junio de 1895 - † Germiston, 11 de septiembre de 1981) fue un atleta sudafricano especializado en marcha atlética.
Ganó la medalla de bronce en la especialidad de 10 kilómetros marcha en los Juegos Olímpicos de París de 1924.
En los anteriores Juegos Olímpicos de Amberes de 1920 participó tanto en la prueba de 3.000 metros marcha como en la de 10 km marcha, quedando en ambas en cuarta posición.